# Symfonie nr. 31 (Haydn)
De Symfonie nr. 31 is een symfonie van Joseph Haydn, gecomponeerd in 1765. Door de voor die tijd ongewoon grote bezetting van 4 hoorns in plaats van 2, wordt deze symfonie ook wel de Hornsignal-Symfonie genoemd. Ze is verwant met de 72ste symfonie, die ook 4 hoorns telt. De hoorn is prominent aanwezig, niet alleen door het aantal, maar ook door de vele solo-passages.

## Bezetting
- 1 fluit
- 2 hobo's
- 4 hoorns
- Strijkers

## Delen
Het werk bestaat uit vier delen:
1. Allegro
2. Adagio
3. Menuetto en trio
4. Finale: Moderato molto - Presto

1 · 2 · 3 · 4 · 5 · 6 (Le Matin) · 7 (Le Midi) · 8 (Le Soir) · 9 · 10 · 11 · 12 · 13 · 14 · 15 · 16 · 17 · 18 · 19 · 20 · 21 · 22 (De Filosoof) · 23 · 24 · 25 · 26 (Lamentatione) · 27 · 28 · 29 · 30 (Halleluja) · 31 (Hoornsignaal) · 32 · 33 · 34 · 35 · 36 · 37 · 38 (Echo) · 39 · 40 · 41 · 42 · 43 (Mercurius) · 44 (Treursymfonie) · 45 (Afscheidssymfonie) · 46 · 47 (Palindroom) · 48 (Maria Theresia) · 49 (La Passione) · 50 · 51 · 52 · 53 (L'Impériale) · 54 · 55 (De schoolmeester) · 56 · 57 · 58 · 59 (Vuursymfonie) · 60 (Il distratto) · 61 · 62 · 63 (La Roxelane) · 64 (Tempora mutantur) · 65 · 66 · 67 · 68 · 69 (Laudon) · 70 · 71 · 72 · 73 (La chasse) · 74 · 75 · 76 · 77 · 78 · 79 · 80 · 81

88 · 89 · 90 · 91 · 92 (Oxford)

- Biblioteca Nacional de España: XX3117893
- Bibliothèque nationale de France: cb13913293f (data)
- Gemeinsame Normdatei: 300070195
- Library of Congress Control Number: n88618845
- MusicBrainz work: e0f7b50f-df31-41cc-af15-7e3d6aebc103
- Nationale bibliotheek van Australië: 35449183
- Nationale Bibliotheek van Israël: 987007437350305171
- Virtual International Authority File: 174184703